# Mirowo (Rymań)
Mirowo (deutsch Freienfelde) ist ein Wohnplatz in der Woiwodschaft Westpommern in Polen. Er gehört zur Gmina Rymań (Landgemeinde Roman).

## Geographische Lage
Der Wohnplatz liegt in Hinterpommern, etwa 90 Kilometer nordöstlich von Stettin und etwa zwei Kilometer südöstlich des Dorfes Leszczyn (Lestin). 

## Geschichte
Der Wohnplatz wurde nach 1860 als ein Vorwerk des Rittergutes in Lestin gegründet. Im Jahre 1864 erschien er unter der Bezeichnung Vorwerk I. Diese Bezeichnung unterschied das Vorwerk von der älteren Schäferei von Lestin, die damals als Vorwerk II bezeichnet wurde (später Ewaldshof benannt). Im Jahre 1871 dann erschien der Wohnplatz unter seinem neuen Namen Freienfelde. Der Name war in Anlehnung an die weiten, freien Flächen der Umgebung gebildet worden. 
Bei der Parzellierung des bisherigen Rittergutes Lestin in den Jahren 1903 bis 1907 erwarb der preußische Forstfiskus das Vorwerk Freienfelde mit dem dazugehörenden Land. Das Land wurde aufgeforstet, in Freienfelde eine Revierförsterei eingerichtet.  
Bis 1945 gehörte Forsthaus Freienfelde zur Gemeinde Lestin und mit dieser zum Landkreis Kolberg-Körlin der Provinz Pommern.
Nach dem Zweiten Weltkrieg legte die Sowjetmacht südlich von Freienfelde einen Militärflugplatz an. Freienfelde kam, wie ganz Hinterpommern, an Polen. Es erhielt den polnischen Ortsnamen Mirowo.

## Entwicklung der Einwohnerzahlen
- 1864: 44 Einwohner[1]
- 1885: 42 Einwohner[1]
- 1895: 37 Einwohner[1]
- 1905: 35 Einwohner[1]
- 1925: 07 Einwohner[1]
- 2013: 25 Einwohner[2]